# Felsskulpturen des Huangze-Klosters

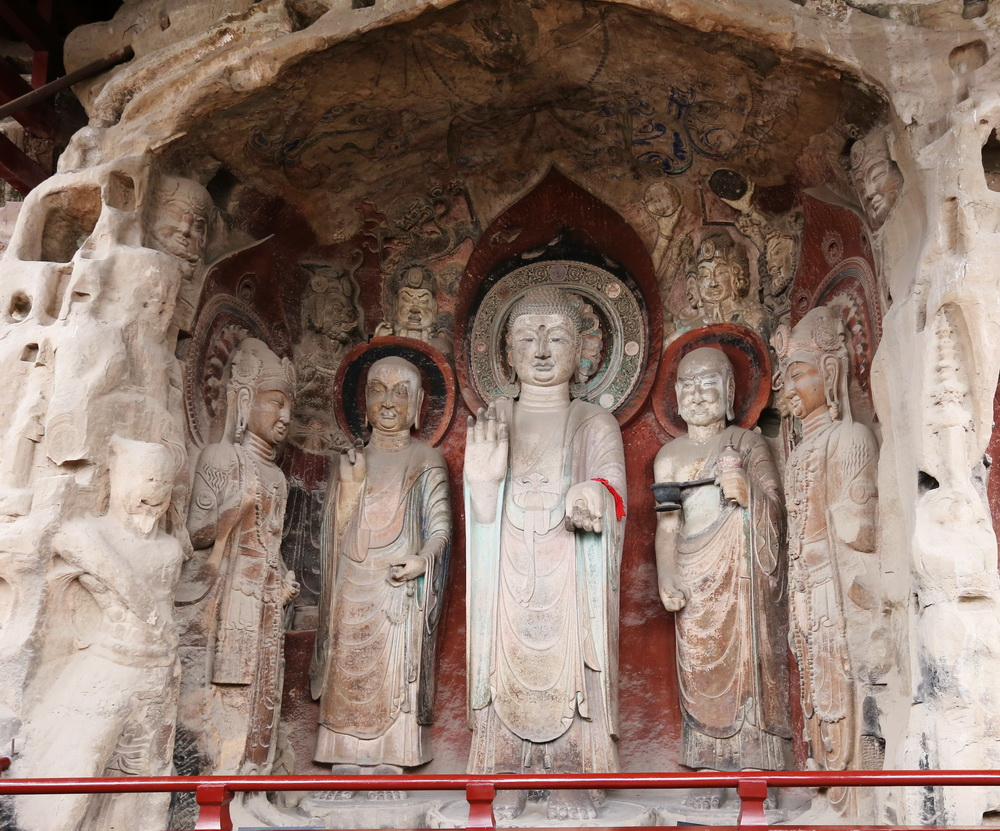
Felsskulpturen.

Die Felsskulpturen des Huangze-Klosters (chinesisch 皇泽寺摩崖造像, Pinyin Huángzé Sì Móyá Zàoxiàng, englisch Huangze Temple Cliffside Sculptures), auch Huangze-Kloster und Tausend-Buddha-Felsstatuen von Guangyuan (广元皇泽寺和千佛崖,  Guǎngyuán Huángzé Sì hé Qiānfóyá, englisch Huangze Temple and Thousand-Buddha Cliffside Sculptures) genannt, befinden sich auf dem Gebiet der Stadt Guangyuan, Provinz Sichuan, China, am Westufer des Flusses Jialing Jiang am Fuße des Berges Wulongshan.
Das Kloster wurde in der Zeit der Kaiserin Wu Zetian in der Tang-Dynastie und während der Südlichen und Nördlichen Dynastien erbaut. Sein ursprünglicher Name war Wunu-Kloster (Wunu si 乌奴寺), es wurde auch Chuanzhu-Tempel (Chuanzhu miao 川主庙) genannt. Das heutige Klostergebäude stammt aus der Zeit der Qing-Dynastie.
Hinter dem Kloster befinden sich in der Felswand mehrere Dutzend Grotten mit künstlerisch wertvollen Skulpturen aus der Zeit der Nördlichen Zhou-Dynastie, Sui-Dynastie und Song-Dynastie.
Seit 1961 stehen die Stätten Huangze si moya zaoxiang und Guangyuan Qianfoya moya zaoxiang auf der Liste der Denkmäler der Volksrepublik China in Sichuan (1-43 und 1-44).

## Übersicht
- Große-Buddha-Halle (DaFo lou 大佛楼)
- Zetian-Halle (Zetian dian 则天殿)
- Kleine Südliche See (Xiao nan hai 小南海)
- Lüzu-Halle (Lüzu ge 吕祖阁)
- Zentralsäulen-Grotte (Zhongxin zhu shiku 中心柱石窟)
- Schrein des Fünf-Buddha Pavillons (WuFo ting shiku 五佛亭石龛)
- Schrein des Zetian-Palastes (Zetian dian shiku 则天殿石龛)
- Yinghui lou shikan 迎辉楼石龛